# ガリラヤ湖

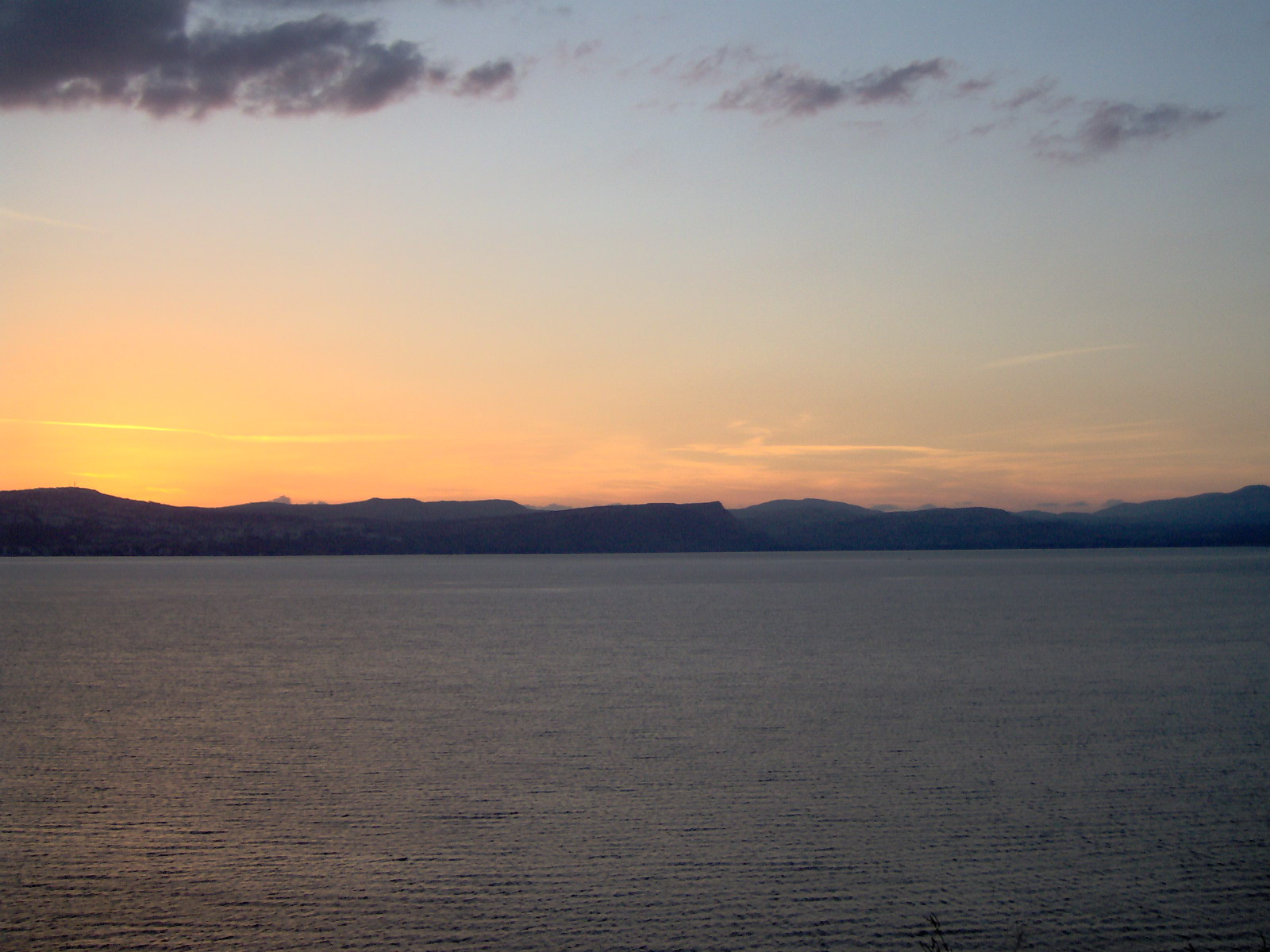
ガリラヤ湖

ガリラヤ湖（ガリラヤこ、ヘブライ語: יָם כִּנְרֶת、アラビア語: بحيرة طبريا）は、イスラエル北部地区に位置する、国内最大の湖である。

## 概要
周囲53キロメートル、南北に21キロメートル、東西に13キロメートルの大きさであり、166平方キロメートルの面積を持つ。最大深度は43m。海抜マイナス213mで、湖としては死海につぐ海抜の低さを誇る。ローマ帝国統治時代に用いられた呼び名に由来する「ティベリアス湖」とも呼ばれる。イエス・キリストゆかりの場所としても有名。
伝統的には「ガリラヤの海」など「海」と呼ばれることもあったが、純粋な淡水湖である。ガリラヤ湖という名前は湖があるガリラヤ地方に由来している。近代ヘブライ語では「ヤム・キネレット」 (ים כנרת or ים כינרת) と呼ばれる。これは湖が竪琴に似ているためで、竪琴を意味する「キノル」に由来している。新約聖書の『ルカによる福音書』5:1では「ゲネサレト湖」とも呼ばれている。ゲネサレトとは湖の西側にある平原地帯の名であった。アラビア語では「ティベリアス湖」という意味のアラビア語に置き換えた「ブハイレット・タバリヤ」(بحيرة طبريا)という名前で呼ばれた。旧約聖書の『民数記』34:11、『ヨシュア記』13:27では『キネレト湖』とも呼ばれている。

## 特徴
ガリラヤ湖の水は地下水とヨルダン川によって得られている。ガリラヤ湖はアフリカとアラビアのプレートの境界であるヨルダン大峡谷帯という谷の中にあり、大地溝帯のほぼ最北端に位置する。このような地質学的特質から湖一帯は長きにわたって地震と火山活動の影響を受けてきた。この事実は周辺にみられる多くの火成岩や玄武岩からもわかる。
ガリラヤ湖は谷底にあり、東西を高地に挟まれた形になっているため、しばしば強烈な風が湖に吹きつけてくる。福音書で、ガリラヤ湖に出たイエスが嵐をしずめる場面があるのはそのような理由による。また、ガリラヤ湖では多くの魚がとれるが、特にティラピアという魚がよく取れる。この魚は、使徒ペトロがガリラヤ湖の漁師であったという福音書の記述にちなんで「聖ペトロの魚」とも呼ばれる。

## 歴史
ガリラヤ湖周辺は古代以来、交通の要衝であった。湖がエジプトとヨーロッパを結んでいたマリス街道と呼ばれる道筋に位置していたため、その周辺にはギリシア人やハスモン朝の人々、あるいはローマ人たちが数々の都市を築き、栄華を誇った。それらの都市の中で有名なものにガダラ、ヒッポス、ティベリアなどがあった。1世紀の歴史家フラウィウス・ヨセフスはこう書いている、「この地域では自然の造形のすばらしさに心打たれずにはおれない。」同時にヨセフスは湖で常時230艘もの漁船が活動するほど漁が盛んだったと伝えている。
福音書によると、イエスの布教活動はほとんどガリラヤ湖周辺で行われた。当時、湖の周辺には多数の都市が存在し、湖の上を多くの船が行き来していた。『マルコによる福音書』（1:14-20）と『マタイによる福音書』（4:18-22）にはイエスが漁師だった使徒たち（ペトロと兄弟アンデレ、ヨハネとヤコブの兄弟）にどのように声をかけたかが描かれている。有名なイエスの山上の説教はガリラヤ湖を見下ろす丘の上で行われ、湖の上を歩く、嵐を鎮めるなどのイエスの行ったとされる奇跡もガリラヤ湖畔で行われたものが多かったと推測されている。
135年、第二次ユダヤ戦争（バル・コクバの乱）が鎮圧されるとローマ当局はユダヤ人のエルサレム立ち入りを禁止した。これによってユダヤ文化の中心地はエルサレムでなくティベリアスなどのガリラヤ湖畔の諸都市に移った。「エルサレム・タルムード」と呼ばれる文書が編纂されたのはこの地域においてであった。
ユダヤ地方が東ローマ帝国の統治下にあったころ、ガリラヤ湖はキリスト教徒の巡礼者たちでにぎわった。ガリラヤ湖は観光業で賑わい、湖のまわりには巡礼者向けの宿屋が多く立っていた。
やがて東ローマ帝国の力が衰えるとユダヤ地方の支配権はウマイヤ朝の手に移った。ティベリアス以外のガリラヤ湖周辺の諸都市は軒並み破壊された。1187年、サラーフッディーン率いるイスラム軍がハッティンの戦いで十字軍を撃破したが、この勝利は十字軍将兵がガリラヤ湖で給水できないように戦ったサラディンの作戦の妙にあった。
1909年、ユダヤ人開拓者たちが入植し、「キュツァト・キネレット」といわれる最初の共同農場（キブツ）をガリラヤ湖畔に起こした。やがて最初の共同農場から「キブツ・デガニア・キネレット」が生まれ、ここが後のキブツのモデルとなった。そこでは有名な詩人ナオミ・シェメルが生まれたことでも知られている。
1923年、大英帝国とフランスの間で協定が結ばれ、パレスティナの英国委任統治領とシリアのフランス委任統治領の境界が確定した。英国はゴラン高原をフランスに譲る代わりに北ヨルダン渓谷を受け取った。後にこの境界線はヨルダン川両岸とガリラヤ湖全域がパレスティナに含まれるよう変更された。1947年に国際連合が示した分割案ではこの地域はユダヤ人地域とされている。
1948年のイスラエル建国によって勃発したイスラエルとアラブ諸国の抗争（第一次中東戦争）では、シリアがガリラヤ湖の北岸を占領した。1949年の停戦協定ではガリラヤ湖北岸は非武装地帯とされたが、1967年の第三次中東戦争（六日戦争）ではイスラエルがガリラヤ湖全域とゴラン高原を制圧した。
イスラエルは1964年にガリラヤ湖畔に国立給水センターを建設し、国内の主要な地域に飲料水の供給を行う設備を完成させた。しかし、ガリラヤ湖から大量の水をくみ上げたため、水位が著しく低下することもあった。
現代では、ガリラヤ湖畔は再び観光地としての賑わいを取り戻している。歴史の荒波を乗り切って存続した古都ティベリアには国内外から多くの観光客が訪れている。ガリラヤ湖は観光でにぎわうだけでなく、イエスの時代と変わらず漁業が営まれ、湖岸ではバナナの栽培なども行われている。

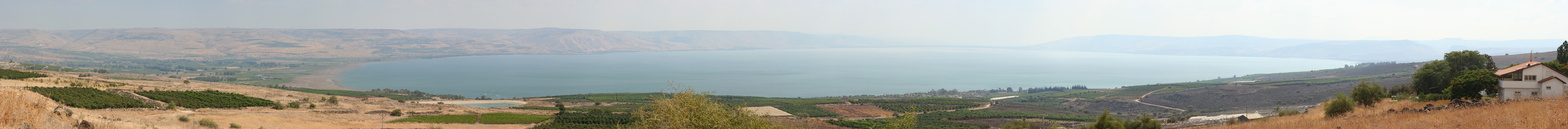
ガリラヤ湖